# Patița, Kărdjali
Patița (în bulgară Патица) este un sat în comuna Cernoocene, regiunea Kărdjali,  Bulgaria. 

## Demografie
Componența etnică a satului Patița
     Turci (94,7%)
     Nicio identificare (5,29%)
     Altele (0%)
La recensământul din 2011, populația satului Patița era de 170 locuitori. Din punct de vedere etnic, majoritatea locuitorilor (94,7%) erau turci. Pentru 5,29% din locuitori nu este cunoscută apartenența etnică.